# Antoine Gibert
Pour les articles homonymes, voir Gibert.

a Compétitions nationales et continentales officielles uniquement.

Dernière mise à jour le 27 juin 2023.
Antoine Gibert, né le 31 décembre 1997 à Sèvres (Hauts-de-Seine), est un joueur français de rugby à XV. Il évolue principalement au poste de demi d'ouverture au Racing 92.

## Carrière

### En club
Antoine Gibert commence le rugby à 5 ans à l'AC Boulogne-Billancourt sur les conseils de son père avant de rejoindre le Racing Métro 92 en 2011. Il joue aussi bien à la mêlée qu'à l'ouverture,.
Il joue son premier match professionnel le 11 février 2017 face à l'Aviron bayonnais.
Lors des premiers matchs de championnat de France 2019-2020, il enchaîne les titularisations au poste de demi d'ouverture avec le Racing 92 en raison des absences de Finn Russell et Ben Volavola, tous deux participant à la Coupe du monde 2019.
Antoine Gibert se montre pour la première fois au grand public le 1er février 2020 lors de la première édition du Supersevens remportée par son équipe, durant lequel il inscrit trois essais dont deux en finale contre la Section Paloise avant d'être nommé meilleur joueur du tournoi.

### En équipe de France
Il est membre de l'équipe de France de rugby à sept développement. 
Le 17 janvier 2024, il est convoqué pour la première fois avec l'Equipe de France à XV, en vue de préparer le Tournoi des Six Nations 2024. Appelé avec Matthieu Jalibert comme seul autre ouvreur de la liste, il profite ainsi de la blessure aux ligaments croisés de Romain Ntamack, et passe devant Antoine Hastoy, pourtant sélectionné durant le mondial 2023. Il ne jouera cependant aucun match dans le Tournoi, étant devancé par Thomas Ramos venu de l'arrière après la blessure de Matthieu Jalibert.  

## Statistiques
| Saison    | Club      | Championnat | Championnat | Championnat | Championnat | Championnat | Championnat | Championnat | Compétitions de l'EPCR       | Compétitions de l'EPCR | Compétitions de l'EPCR | Compétitions de l'EPCR | Compétitions de l'EPCR | Compétitions de l'EPCR | Compétitions de l'EPCR | Par année | Par année |
| Saison    | Club      | Compétition | M           | Pts         | Ess.        | Pén.        | Tr.         | Dp.         | Compétitions                 | M                      | Pts                    | Ess.                   | Pén.                   | Tr.                    | Dp.                    | M         | Pts       |
| --------- | --------- | ----------- | ----------- | ----------- | ----------- | ----------- | ----------- | ----------- | ---------------------------- | ---------------------- | ---------------------- | ---------------------- | ---------------------- | ---------------------- | ---------------------- | --------- | --------- |
| 2016-2017 | Racing 92 | Top 14      | 2           | 4           | -           | -           | 2           | -           | Coupe d'Europe               | -                      | -                      | -                      | -                      | -                      | -                      | 2         | 4         |
| 2017-2018 | Racing 92 | Top 14      | 8           | -           | -           | -           | -           | -           | Coupe d'Europe               | 3                      | -                      | -                      | -                      | -                      | -                      | 11        | -         |
| 2018-2019 | Racing 92 | Top 14      | 14          | 10          | 2           | -           | -           | -           | Coupe d'Europe               | 2                      | -                      | -                      | -                      | -                      | -                      | 16        | 10        |
| 2019-2020 | Racing 92 | Top 14      | 11          | 14          | 1           | 3           | -           | -           | Coupe d'Europe               | 4                      | -                      | -                      | -                      | -                      | -                      | 15        | 14        |
| 2020-2021 | Racing 92 | Top 14      | 24          | 45          | -           | 11          | 6           | -           | Coupe d'Europe               | 3                      | 6                      | -                      | 1                      | -                      | 1                      | 27        | 51        |
| 2021-2022 | Racing 92 | Top 14      | 25          | 80          | 1           | 15          | 15          | -           | Coupe d'Europe               | 6                      | 4                      | -                      | -                      | 2                      | -                      | 31        | 84        |
| 2022-2023 | Racing 92 | Top 14      | 28          | 124         | 8           | 18          | 15          | -           | Champions Cup                | 4                      | -                      | -                      | -                      | -                      | -                      | 32        | 124       |
| 2023-2024 | Racing 92 | Top 14      | 19          | 18          | 3           | 1           | -           | -           | Champions Cup                | 4                      | 5                      | 1                      | -                      | -                      | -                      | 23        | 23        |
| 2024-2025 | Racing 92 | Top 14      | 5           | 3           | -           | -           | -           | 1           | Champions Cup                | -                      | -                      | -                      | -                      | -                      | -                      | 5         | 3         |
| Total     | Total     | Top 14      | 136         | 298         | 15          | 48          | 38          | 1           | Coupe d'Europe/Champions Cup | 26                     | 15                     | 1                      | 1                      | 2                      | 1                      | 162       | 313       |

## Palmarès
- Champion de France Espoir 2017 avec le Racing 92
- Finaliste de la Coupe d'Europe 2018 et 2020 avec le Racing 92
- Champion de France du Supersevens 2020 avec le Racing 92